# Rajon Tschong-Alai
Der Rajon Tschong-Alai (kirgisischer Name für Transalai) ist ein dem Oblus Osch in Kirgisistan unterstellter Rajon (Bezirk) mit 36.211 Einwohnern (Stand 2022). Verwaltungssitz ist das Dorf Daroot-Korgon.

## Geographie

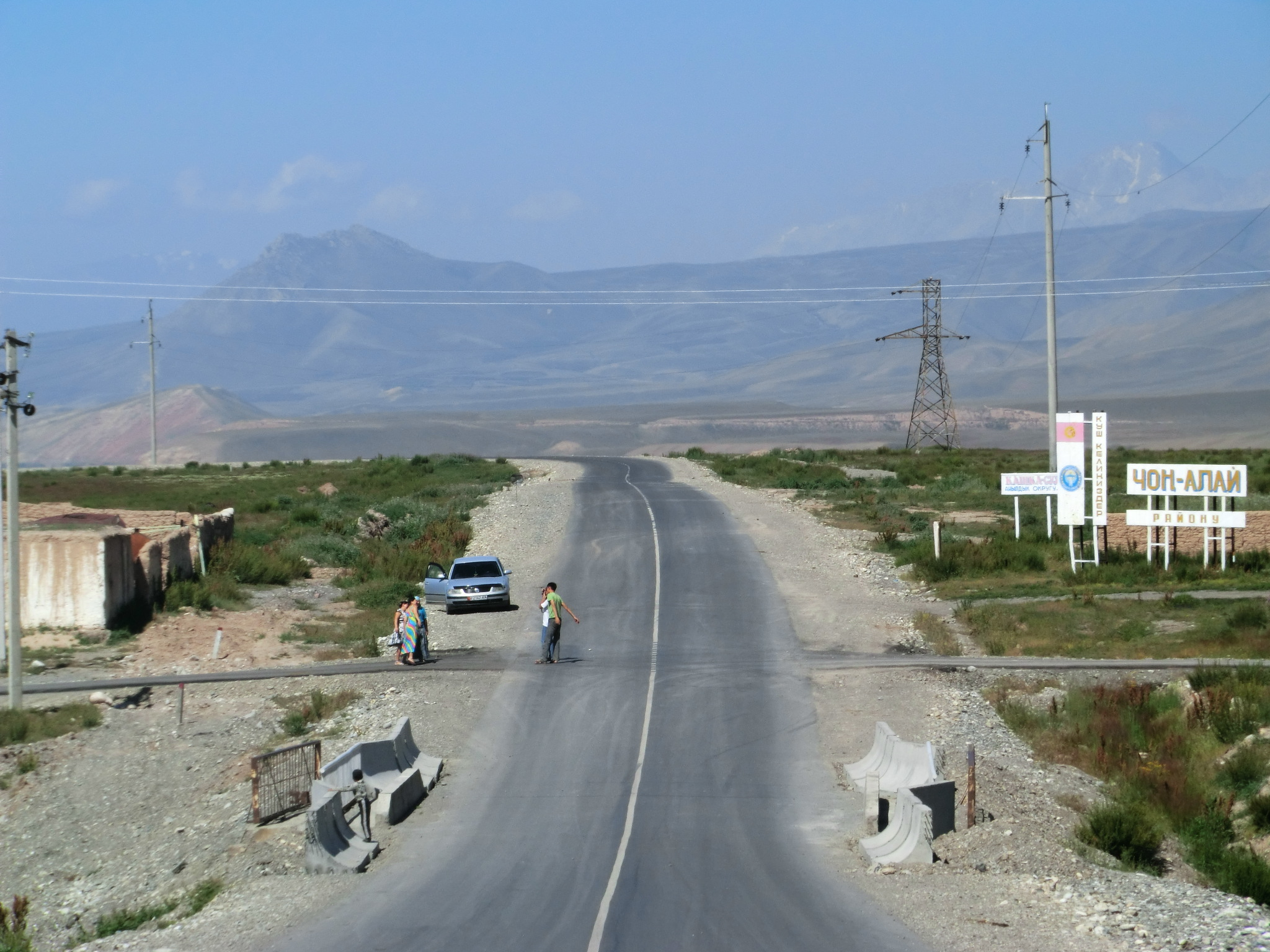
Grenze zwischen dem Rajon Alai und dem Rajon Tschong-Alai

Der 4857 km² große Rajon liegt im Südwesten des Oblus Osch. Er grenzt im Norden an den Rajon Kadamdschai im Oblus Batken und im Westen an kurzer Strecke an den Rajon Batken ebenfalls im Oblus Batken. Im Nordosten hat er eine Grenze mit dem Rajon Nookat im Oblus Osch. Im Osten grenzt der Rajon an den Rajon Alai und im Süden an Tadschikistan.
Das Gebiet des Rajons erstreckt sich im Wesentlichen entlang des in west-östlicher Richtung verlaufenden westlichen Alaitals, das im Norden durch die Alaikette und im Süden durch die Transalaikette begrenzt wird. Dort liegen auch die administrativen Grenzen des Rajons. Das Tal ist von Westen nach Osten geneigt; der tiefste Punkt liegt auf 1560 m. Der höchste Punkt ist der Pik Lenin an der Grenze zu Tadschikistan mit 7134 m. Die Hydrologie wird durch den Kysylsuu dominiert, der das Alaital und das Rajongebiet von Osten nach Westen durchquert. Er wird von zahlreichen Flüssen gespeist, darunter dem Altyndara.

## Geschichte
Der Rajon wurde 1992 gegründet. 2022 wurde das Gebiet im Zuge des Kirgisisch-tadschikischen Grenzkonflikts beschossen.

## Verwaltungsgliederung
Der Rajon umfasst 22 Dörfer in den 3 Landgemeinden:
- Dschekendi
- Kaschka-Suu
- Tschong-Alai